# Henry Peper
Henry Peper (* 10. Juli 1928 in Hamburg-Neugraben-Fischbek; † Juni 2006) war ein deutscher Fußballspieler und Fußballtrainer.
Henry Peper war ein Torhüter, der in der Saison 1949/50 beim Oberliga-Aufsteiger Harburger TB auf sich aufmerksam machte und von 1950 bis 1962 für Holstein Kiel in der Oberliga Nord spielte. Er galt als unumstrittene Nummer eins im Tor der KSV Holstein und ist mit 271 Einsätzen auch Rekordtorhüter. Er gehörte sogar seit 1953 zum erweiterten Kreis der Nationalmannschaft unter Sepp Herberger. 1956 bekam er einen Einsatz für die B-Auswahl. Dass es trotz stets guter Noten und regelmäßiger Plätze in der Top 5 der besten Torhüter nicht für mehr in der Nationalmannschaft gereicht hat, erklärte Sepp Herberger: „Der Peper ist einfach drei Zentimeter zu klein.“ Der 1,78 m große Torwart verletzte sich 1960 bei einem schweren Zusammenprall am Knie, so dass er zwei Jahre später zur Saison 1961/62 seine Karriere beenden musste. In der Presse war er als „Rückgrat des Nordens“, der „Turm in der Schlacht“ oder als „Held von Kiel“ bekannt. Nach seiner Karriere war er noch Trainer bei Post Kiel, SC Comet Kiel und Polizei Kiel.